# Gränna
För andra betydelser, se Gränna (olika betydelser).
Gränna är en tätort i norra delen av Jönköpings kommun i Jönköpings län, belägen vid Vätterns östra strand, mittemot Visingsö.

## Historik
Gränna grundades 1652 som "Brahe-Grenna" av greve Per Brahe den yngre, med grevliga snarare än kungliga stadsprivilegier.
Något söder om Gränna utanför tullarna låg avrättningsplatsen "Galgen". Gränna var en av de städer i Sverige som tidigt befolkades av romer, då de fick borgerskap där under 1660-talet.

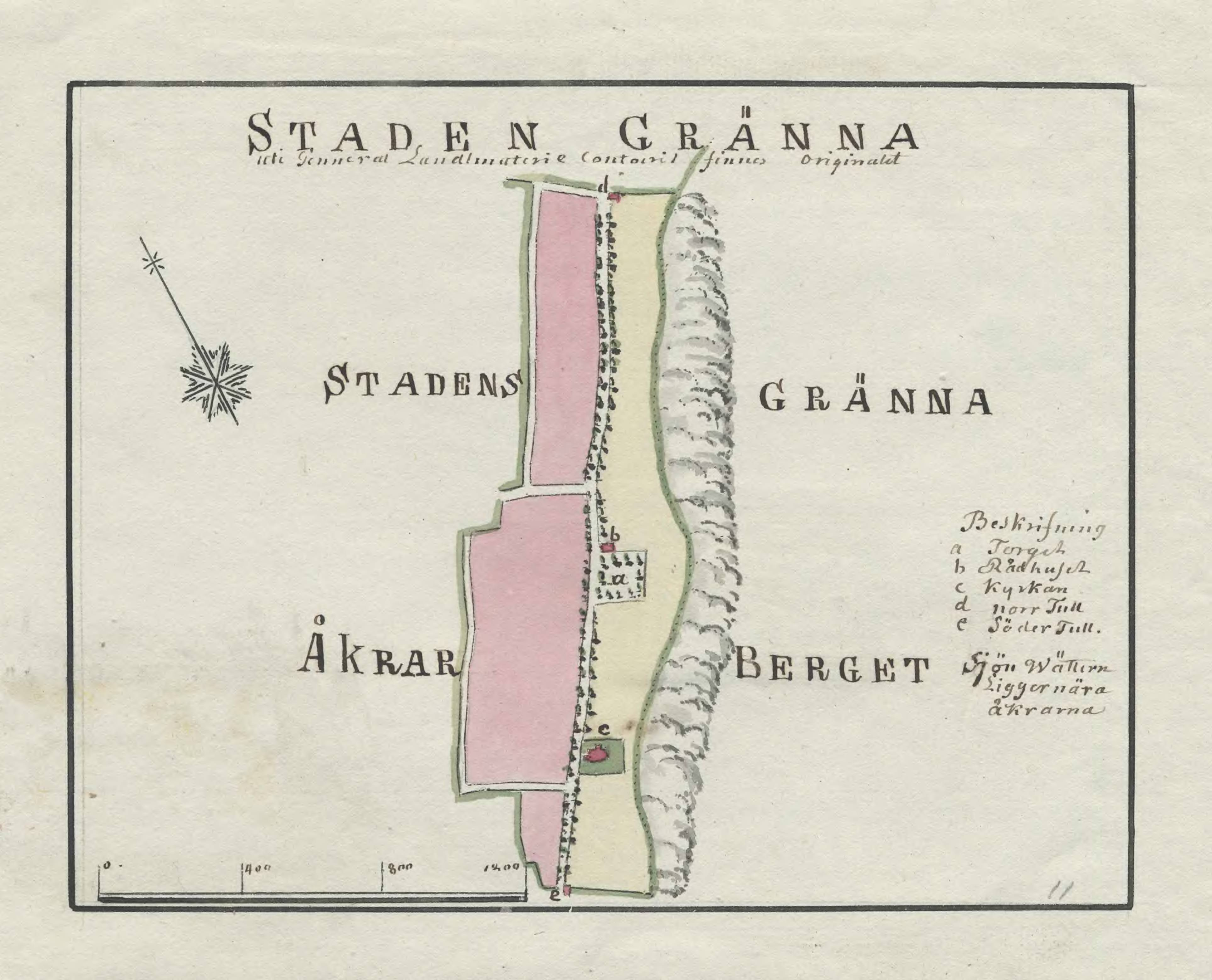
Karta över Gränna från 1790-talet

### Administrativa tillhörigheter
Gränna var före 1652 kyrkby i Gränna socken. År 1652 bildades Gränna stad genom en utbrytning ur socknen. Vid kommunreformen 1862 blev staden en stadskommun med delar av bebyggelsen i Gränna socken/landskommun. År 1952 uppgick Gränna socken/landskommun i stadskommunen, varefter bebyggelsen endast upptog en mindre del av stadskommunens yta. År 1971 uppgick Gränna stad i Jönköpings kommun.
Orten hörde före 1652 till Gränna församling och därefter till Gränna stadsförsamling, som 1963 inkorporerade Gränna landsförsamling och åter fick namnet Gränna församling.
Gränna ingick till 1936 i domkretsen för Gränna rådhusrätt, för att därefter till 1971 ingå i Tveta, Vista och Mo tingslag. Sedan 1971 ingår Gränna i Jönköpings tingsrätts domsaga.

### Befolkningsutveckling
| Befolkningsutvecklingen i Gränna 1960–2020 | Befolkningsutvecklingen i Gränna 1960–2020 | Befolkningsutvecklingen i Gränna 1960–2020 | Befolkningsutvecklingen i Gränna 1960–2020 | Befolkningsutvecklingen i Gränna 1960–2020 |
| ------------------------------------------ | ------------------------------------------ | ------------------------------------------ | ------------------------------------------ | ------------------------------------------ |
|                                            |                                            |                                            |                                            |                                            |
| År                                         |                                            |                                            | Folkmängd                                  | Areal (ha)                                 |
| 1960                                       | 1960                                       |                                            | 1 702                                      |                                            |
| 1965                                       | 1965                                       |                                            | 1 874                                      |                                            |
| 1970                                       | 1970                                       |                                            | 2 052                                      |                                            |
| 1975                                       | 1975                                       |                                            | 2 144                                      |                                            |
| 1980                                       | 1980                                       |                                            | 2 301                                      |                                            |
| 1990                                       | 1990                                       |                                            | 2 538                                      | 152                                        |
| 1995                                       | 1995                                       |                                            | 2 558                                      | 152                                        |
| 2000                                       | 2000                                       |                                            | 2 574                                      | 153                                        |
| 2005                                       | 2005                                       |                                            | 2 578                                      | 153                                        |
| 2010                                       | 2010                                       |                                            | 2 553                                      | 152                                        |
| 2015                                       | 2015                                       |                                            | 2 716                                      | 187                                        |
| 2020                                       | 2020                                       |                                            | 2 716                                      | 185                                        |
|                                            |                                            |                                            |                                            |                                            |

## Samhället

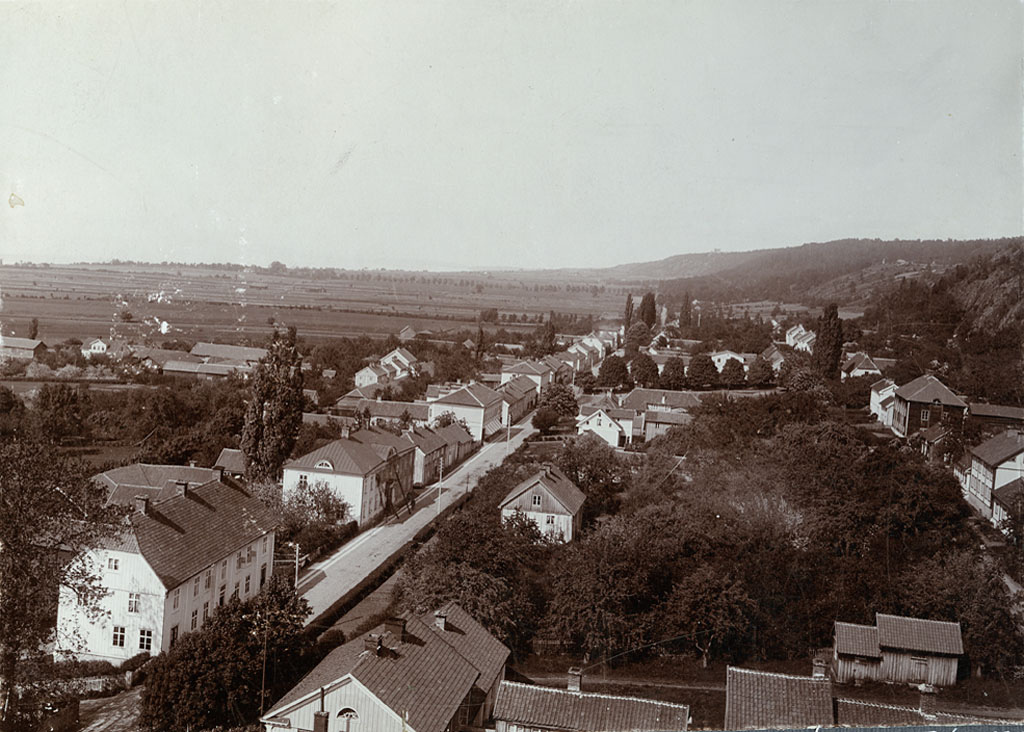
Gränna omkring 1900

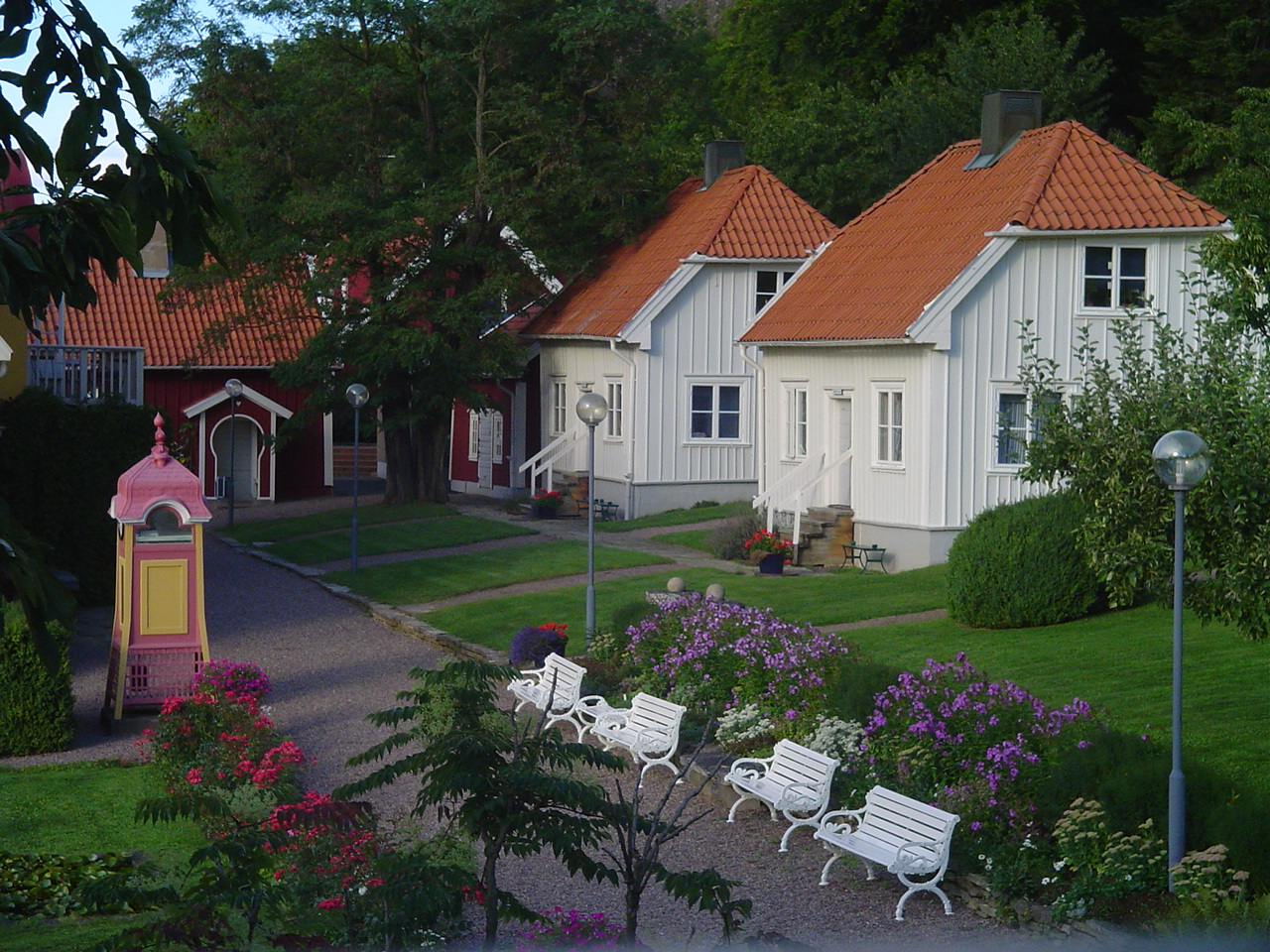
Grännaskolan

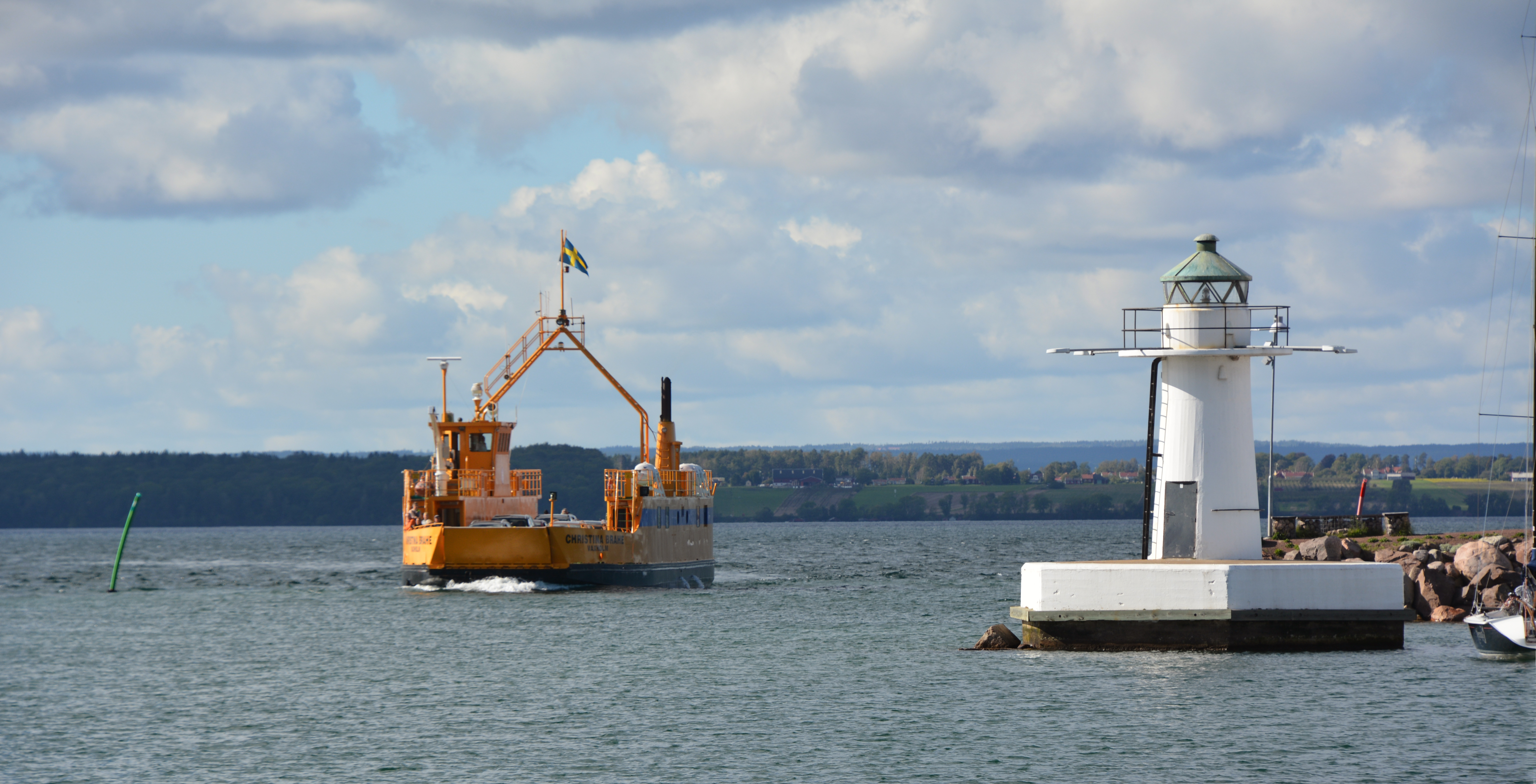
Den tidigare färjan M/S Christina Brahe på Visingsöleden under insegling mot Gränna hamn

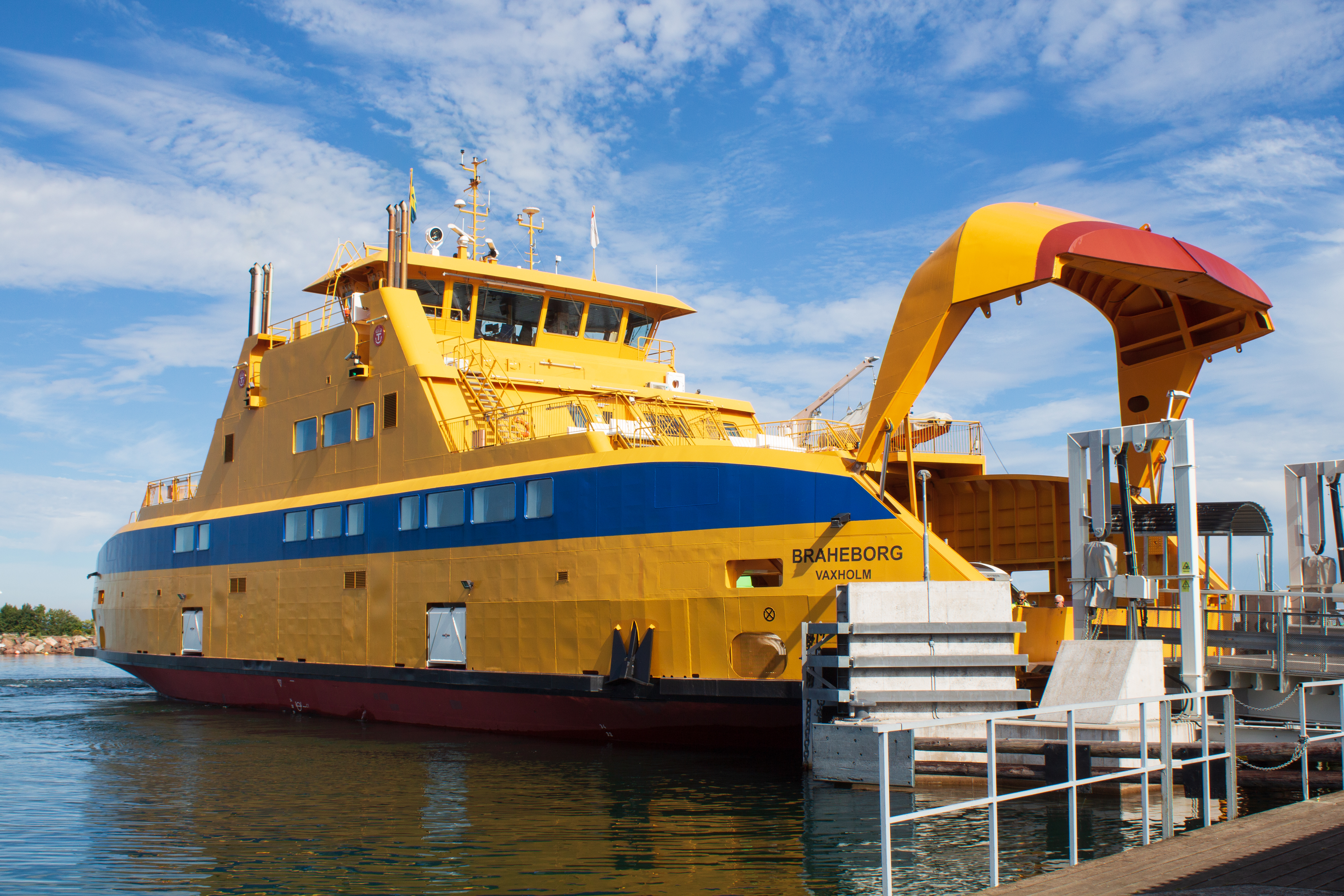
Den nyare färjan M/S Braheborg.

Gränna är känt för sina fruktodlingar och sin polkagristillverkning. Härifrån utgår också färjetrafiken till Visingsö, vilket sammantaget gör Gränna till en livligt frekventerad turiststad sommartid. Bebyggelsen i de centrala delarna utgörs mest av äldre trävillor, inte sällan med trädgårdar som drar fördel av ortens goda klimat.
Brahegatan, som fram till 1970-talet var Europaväg 4 (f.d. riksväg 1) mellan Helsingborg och Stockholm, kantas av kulturhistoriskt intressant träbebyggelse. Den är tämligen smal och har mycket trafik under sommaren, då Grännas belägenhet – i princip klättrande på bergets sluttning mot Vättern – tvingar all genomgångstrafik att utnyttja den. I Gränna ligger Grennaskolan, som var en av Sveriges tre riksinternatskolor.
Gränna hamn har byggts ut med en badlagun och ett antal sommarrestauranger och en campinganläggning med cirka 400 bil- och tältplatser och stugor för uthyrning. I hamnen utspelar sig varje år sedan 2007 allsångsevenemanget Allsång i Gränna hamn. Strax söder om Gränna ligger Röttle by och, vid gamla E4, Gränna Glasbruk.
Vätterleden, en del av motorvägen E4, byggdes i etapper 1960–1974 längs höjdområdet ovanför Gränna. Vid motorvägen, cirka 2,5 km norr om Gränna, ligger slottsruinen Brahehus med sin rastplats. Rakt ovanför Gränna finns Grännaberget med Grännabergets Friluftsmuseum, som bland annat är startpunkt för vandringslederna John Bauerleden till Huskvarna och Holavedsleden till Tranås. Vid utfarten söderut ligger restaurangen Gyllene Uttern.

## Näringsliv
År 1942 grundades RIFA (Radioindustrins fabrikaktiebolag) på orten av bland andra Asea för att säkra tillverkningen av kondensatorer i Sverige under andra världskriget. År 1947 köpte Ericsson företaget, och det var en del av Ericsson till 1988, då det ombildades till Evox Rifa AB.

### Bankväsende
Gränna sparbank grundades 1852 och blev Gränna-Visingsö sparbank år 1964. Denna bank uppgick 1973 i Jönköpings läns sparbank som senare blev en del av Swedbank.
Smålands enskilda bank hade ett kontor i Gränna åtminstone från 1860-talet. Östergötlands enskilda bank hade ett kontor i Gränna under en kort tid, men det drogs in på 1880-talet. År 1885 bildades Grenna folkbank. År 1903 bytte folkbanken namn till Grenna kreditbolag. Gränna kreditbolag övertogs av Göteborgs handelsbank på 1910-talet. I början av 1926 tog Smålandsbanken över Göteborgs handelsbanks kontor på orten. Smålandsbanken hade fortsatt kontor i Gränna i flera decennier därefter, men det drogs senare in.
Swedbank stängde kontoret i Gränna den 18 april 2018, varefter orten inte längre hade några bankkontor. Det sista bankkontoret låg på Brahegatan 51, där Jordbrukskassan tidigare haft sin lokal.

## Gränna i populärkultur
- I Ingmar Bergmans film Smultronstället från 1957 besöker Dr Borg med sällskap Gränna och värdshuset Gyllene Uttern.
- I ett avsnitt av 1969 års adventskalender, Herkules Jonssons storverk, är Herkules och hans far på resande fot och när de passerar Gränna stannar de och går till tandläkaren i ett litet rosa hus på Bergsgatan.

## Personer från Gränna
- Salomon August Andrée – ingenjör, ballongfarare
- Amalia Eriksson – sockerbagerska, känd för polkagrisen
- Alf Svensson – tidigare ordförande för Kristdemokraterna

## Bildgalleri

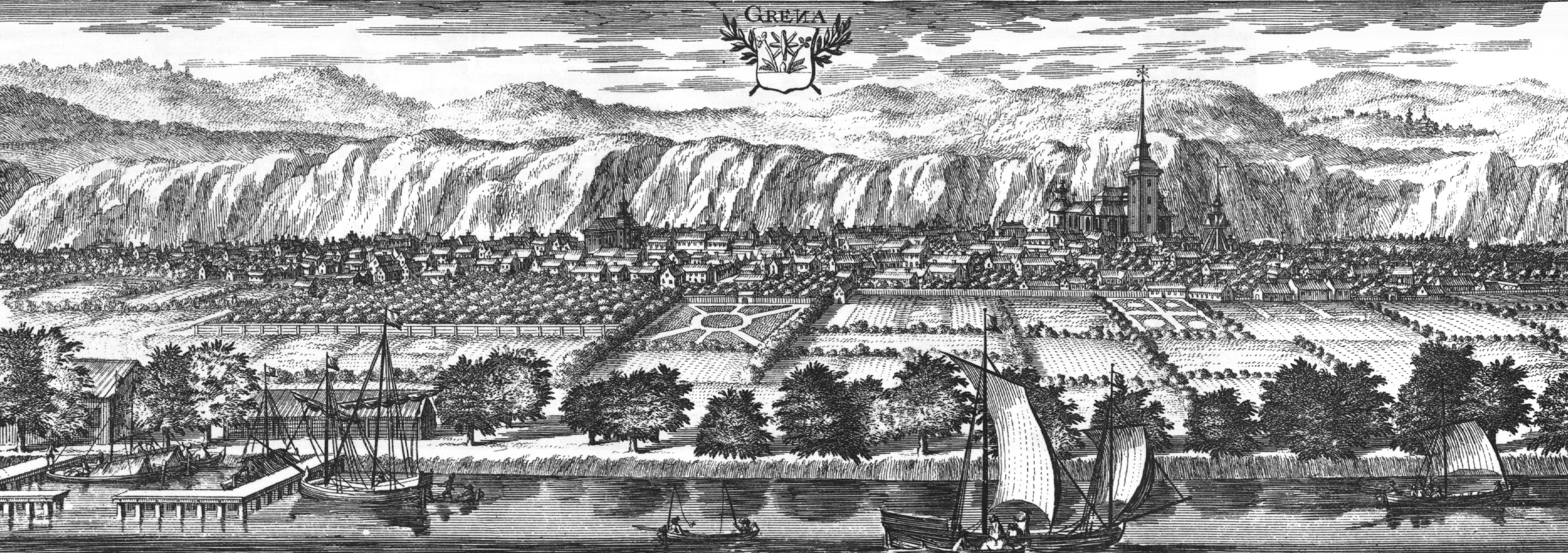
Gränna omkring år 1700. Ur Suecia antiqua et hodierna.
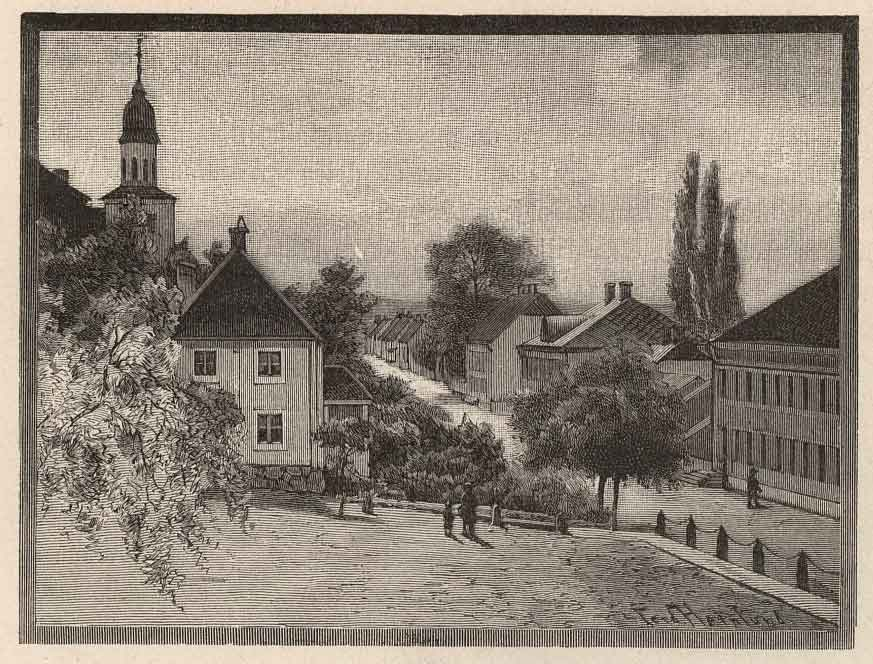
Gränna 1888 på en xylografi efter en tavla av Carl Ferdinand Hernlund.
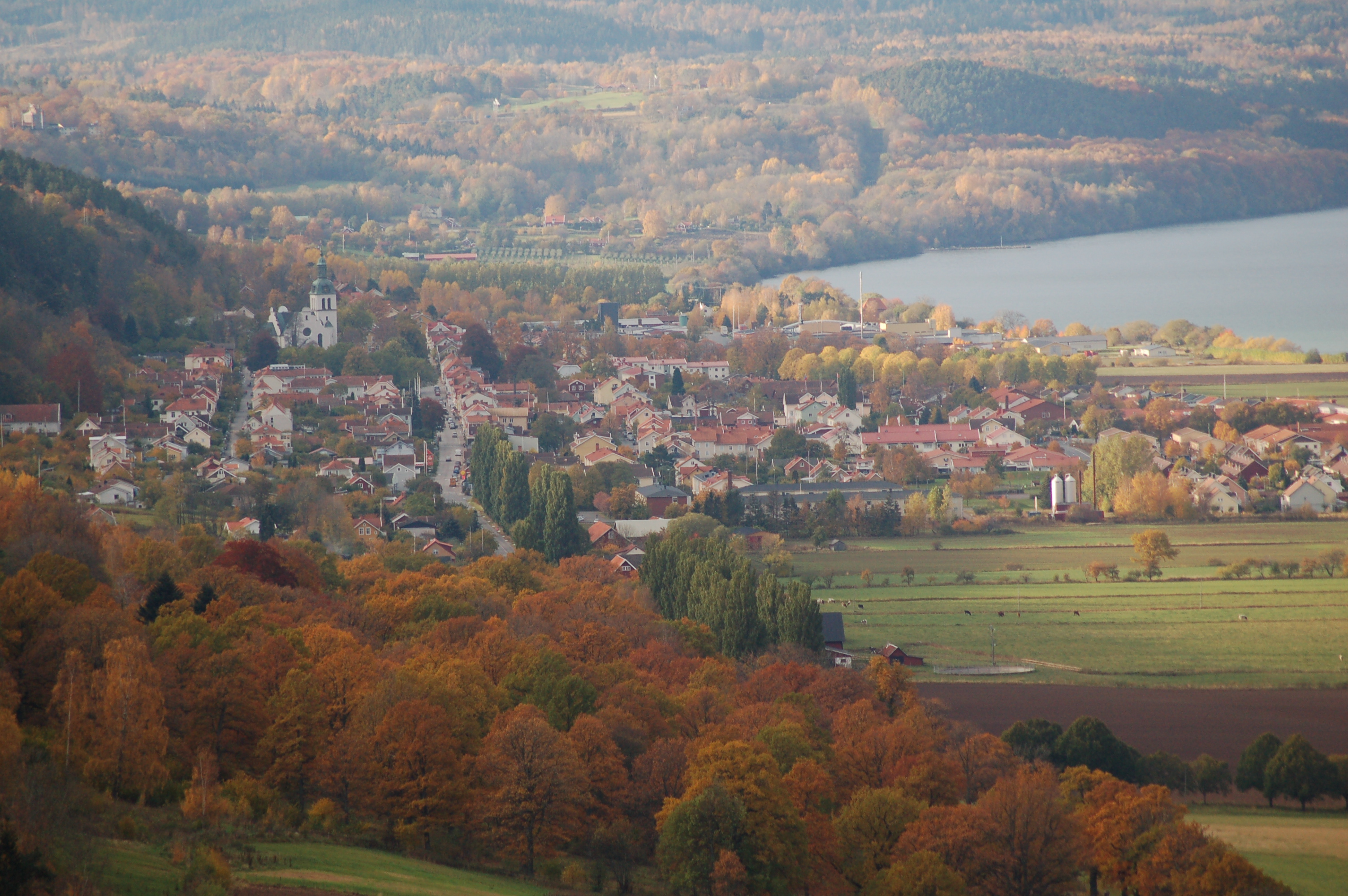
Utsikt från Brahehus
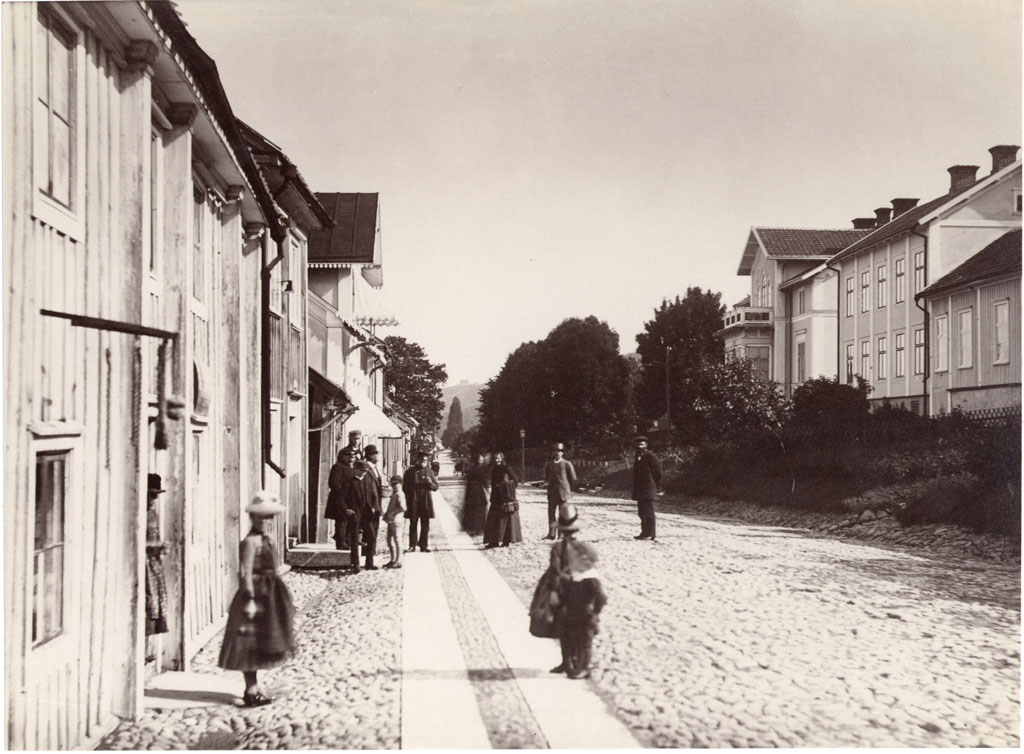
Brahegatan i Gränna norrut, 1889
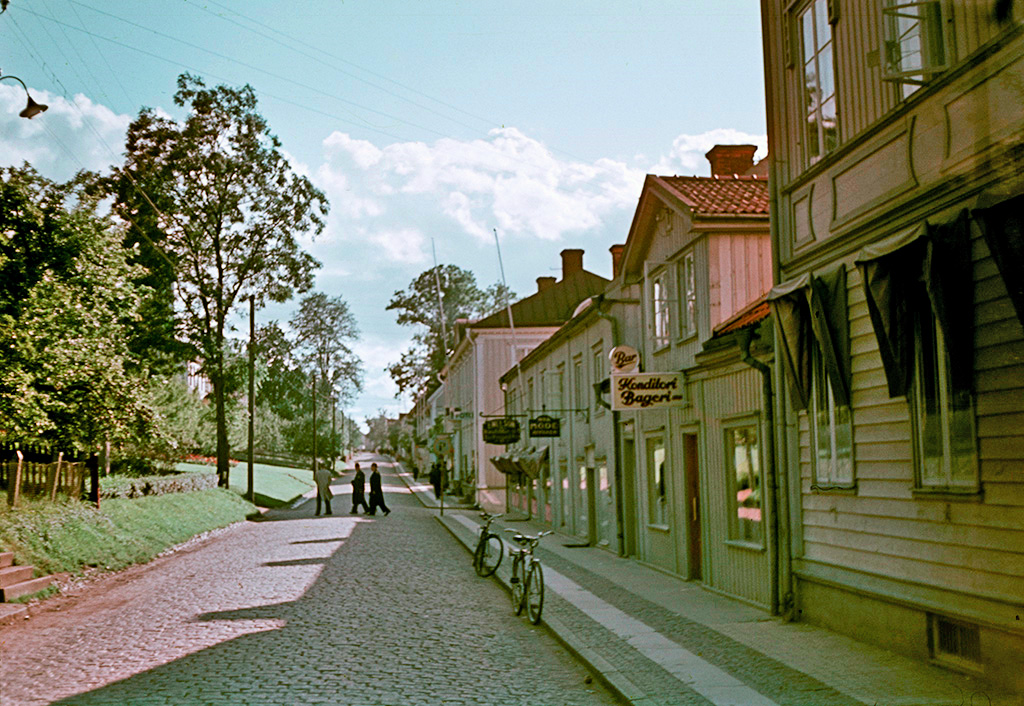
Brahegatan i Gränna söderut, 1945
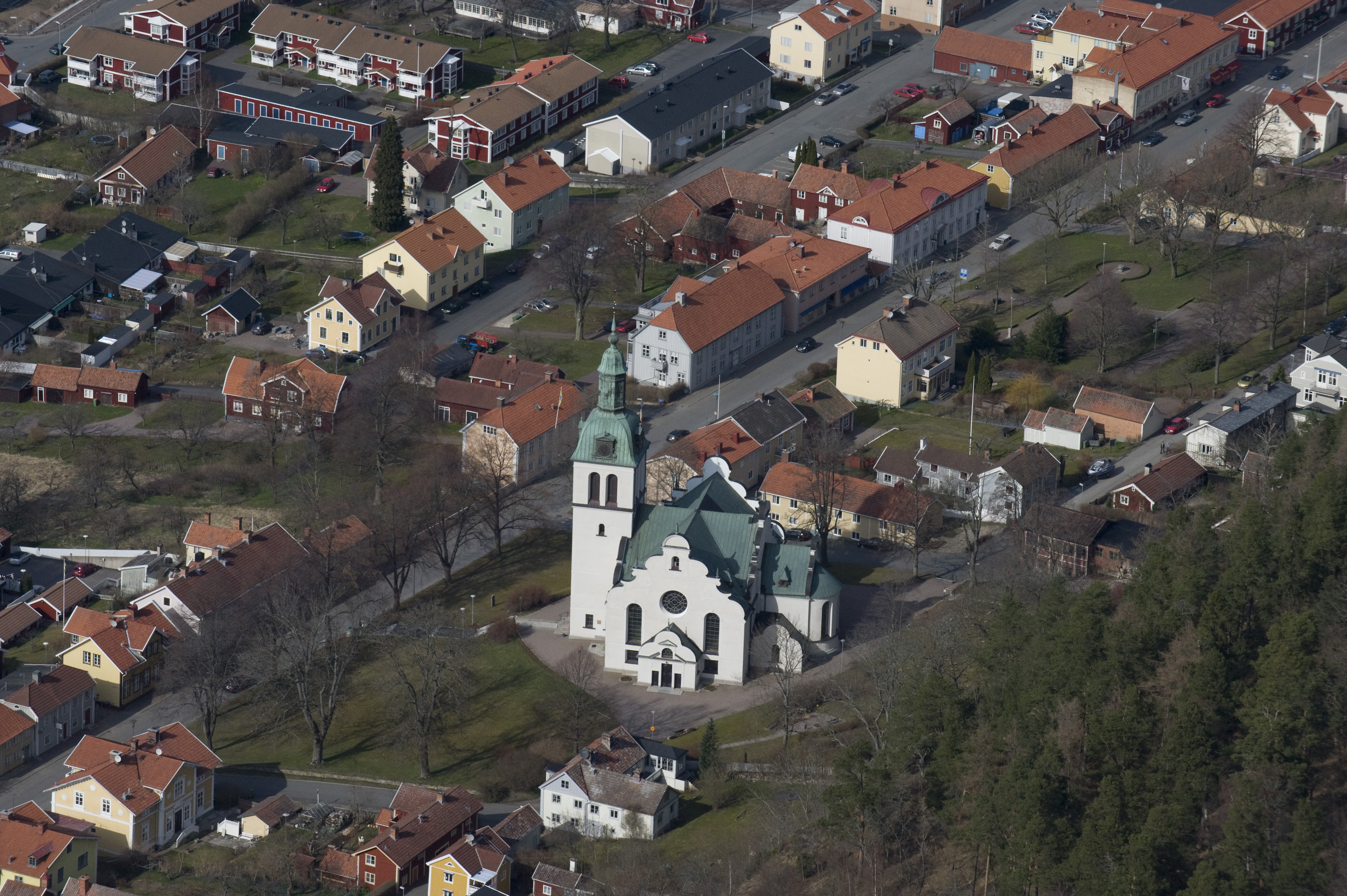
Gränna kyrka från luften